# Plas Johnson
Plas Johnson (Donaldsonville, 21 juli 1931) is een Amerikaans tenorsaxofonist, bij de meesten vooral bekend vanwege zijn solo op The Pink Panther Theme van Henry Mancini. Plas Johnson speelde eerst met zijn broer Ray Johnson op piano samen als the Johnson Brothers. Na enige tijd met Charles Brown getoerd te hebben, verhuisde hij naar Los Angeles en werkte daar als sessiemuzikant. Voor Capitol Records speelde hij mee op ontelbare opnamen met onder anderen Peggy Lee, Nat King Cole en Frank Sinatra, maar ook The Beach Boys. Aan het eind van de jaren 1950 was hij een vast lid van het studio-orkest van Henry Mancini, waarmee hij in 1963 The Pink Panther Theme opnam.
- Biblioteca Nacional de España: XX1536038
- Bibliothèque nationale de France: cb13981979s (data)
- Gemeinsame Normdatei: 13464297X
- International Standard Name Identifier: 0000 0000 8142 6310
- Library of Congress Control Number: n91092472
- MusicBrainz: af3fd163-80ee-4782-abc5-5106cc0cdb60
- Nederlandse Thesaurus van Auteursnamen: 098257722
- SNAC: w6hx32xv
- Virtual International Authority File: 63190814
- WorldCat: E39PBJxCtv86qjCYmbmwR73xXd